# Pelodytes caucasicus
Pelodytes caucasicus é uma espécie de anfíbio da família Pelodytidae.
Pode ser encontrada nos seguintes países: Azerbaijão, Geórgia, Rússia, Turquia e possivelmente em Arménia.
Os seus habitats naturais são: florestas temperadas, matagal de clima temperado, rios, rios intermitentes, marismas de água doce, marismas intermitentes de água doce e nascentes de água doce.
Está ameaçada por perda de habitat.